# Scytodes chapeco
Scytodes chapeco là một loài nhện trong họ Scytodidae.
Loài này thuộc chi Scytodes. Scytodes chapeco được miêu tả năm 2009 bởi Rheims & Antonio D. Brescovit.